# Dixon (Illinois)
Dixon és una població dels Estats Units a l'estat d'Illinois. Segons el cens del 2000 tenia 15.941 habitants.

## Demografia
Segons el cens del 2000, Dixon tenia 15.941 habitants, 5.681 habitatges, i 3.488 famílies. La densitat de població era de 972,3 habitants/km².
Dels 5.681 habitatges en un 29,8% hi vivien nens de menys de 18 anys, en un 45,7% hi vivien parelles casades, en un 11,8% dones solteres, i en un 38,6% no eren unitats familiars. En el 32,6% dels habitatges hi vivien persones soles el 14,7% de les quals corresponia a persones de 65 anys o més que vivien soles. El nombre mitjà de persones vivint en cada habitatge era de 2,32 i el nombre mitjà de persones que vivien en cada família era de 2,94.
Per edats la població es repartia de la següent manera: un 20,9% tenia menys de 18 anys, un 8,9% entre 18 i 24, un 34,6% entre 25 i 44, un 20,7% de 45 a 60 i un 14,9% 65 anys o més.
L'edat mediana era de 37 anys. Per cada 100 dones de 18 o més anys hi havia 112,6 homes.
La renda mediana per habitatge era de 35.720 $ i la renda mediana per família de 45.088 $. Els homes tenien una renda mediana de 32.511 $ mentre que les dones 21.777 $. La renda per capita de la població era de 16.630 $. Aproximadament el 5,7% de les famílies i el 10,1% de la població estaven per davall del llindar de pobresa.

## Poblacions més properes
El següent diagrama mostra les poblacions més properes.